# Smoliatchkovo
Smoliatchkovo est une commune urbaine sous la juridiction de Saint-Pétersbourg.